# سد وادي حنيفة
سد وادي حنيفة، يقع في منطقة الرياض بالمملكة العربية السعودية.

## الموقع
يقع سد وادي حنيفة جنوب حي المصانع منطقة عرقة وقد تم إنشاؤه في عهد الملك سعود ويوجد في بطن وادي حنيفة لحجز المياه القادمة من الشمال.

## نبذة عن سد وادي حنيفة
يبلغ طول السد 180 متراً، وتبلغ سماكته العلوية 2،50 متراً، يث يزيد سمكه تدريجياً كلما اتجه للأسفل ليصل إلى قاعدة أوسع، يحتوي السد على 12 دعامة لدعمه وزيادة متانته. 
ارتفاع السد وبناؤه:
يصل ارتفاع السد إلى 4.50 متراً، وتم تشييده باستخدام حجارة بارتفاع 1.30 متر، وذلك لتوفير الحماية اللازمة ضد السيول والجريان السطحي. وقد تم تصميم السد ليكون قادراً على تحمل تدفقات المياه الكبيرة ومنع تآكل المنطقة المحيطة.
المعبر المائي:
في الجهة الشرقية للسد، تم إنشاء معبر ذو فتحتين، يسمح بمرور مياه الوادي بفعالية نحو بلدة المصانع المجاورة. هذا المعبر يساهم في إدارة تدفق المياه، خاصة في فترات الأمطار الغزيرة.
متنزه سد وادي حنيفة:
يعد متنزه سد وادي حنيفة من أبرز الوجهات الترفيهية في المنطقة، حيث يضم 27 جلسة مخصصة للمتنزهين، مما يوفر بيئة مريحة ومناسبة للاسترخاء. كما يحتوي المتنزه على ممر للمشاة يمتد على طول 5.6 كيلومتر، مما يوفر للزوار فرصة للاستمتاع بالمشي في الطبيعة المحيطة.
متنزه منطقة المعالجة الحيوية بعتيقة:
يتميز متنزه منطقة المعالجة الحيوية بعتيقة بوجود 52 جلسة مخصصة للمتنزهين، بالإضافة إلى ممرات مشاة تمتد على طول 1100 متر. يمثل هذا المتنزه وجهة مثالية للزوار الذين يرغبون في الاستمتاع بالطبيعة والأنشطة الخارجية في بيئة هادئة.

## وصلات خارجية
- وادي حنيفة.. عندما يكون للترويح عنوان في الرياض.